# Трі-Оукс (Флорида)
Трі-Оукс (англ. Three Oaks) — переписна місцевість (CDP) в США, в окрузі Лі штату Флорида. Населення — 5472 особи (2020).

## Географія
Трі-Оукс розташоване за координатами 26°28′24″ пн. ш. 81°47′48″ зх. д. / 26.47333° пн. ш. 81.79667° зх. д. (26.473285, -81.796570).  За даними Бюро перепису населення США в 2010 році переписна місцевість мала площу 4,31 км², з яких 4,16 км² — суходіл та 0,15 км² — водойми.

## Демографія
Згідно з переписом 2010 року, у переписній місцевості мешкали 3592 особи в 1268 домогосподарствах у складі 954 родин. Густота населення становила 833 особи/км².  Було 1444 помешкання (335/км²).
Расовий склад населення:
| - 90,8 % — білих - 2,8 % — азіатів - 1,8 % — чорних або афроамериканців - 0,1 % — корінних американців - 2,4 % — осіб інших рас |

До двох чи більше рас належало 2,1 %. Частка іспаномовних становила 12,9 % від усіх жителів.
За віковим діапазоном населення розподілялося таким чином: 26,5 % — особи молодші 18 років, 64,8 % — особи у віці 18—64 років, 8,7 % — особи у віці 65 років та старші. Медіана віку мешканця становила 35,9 року. На 100 осіб жіночої статі у переписній місцевості припадало 100,9 чоловіків;  на 100 жінок у віці від 18 років та старших — 98,9 чоловіків також старших 18 років.
Середній дохід на одне домашнє господарство  становив 79 631 долар США (медіана — 74 944), а середній дохід на одну сім'ю — 83 575 доларів (медіана — 76 326). Медіана доходів становила 57 188 доларів для чоловіків та 38 710 доларів для жінок. За межею бідності перебувало 2,3 % осіб, у тому числі 0,6 % дітей у віці до 18 років та 0,0 % осіб у віці 65 років та старших.
Цивільне працевлаштоване населення становило 1757 осіб. Основні галузі зайнятості: освіта, охорона здоров'я та соціальна допомога — 23,7 %, роздрібна торгівля — 12,9 %, мистецтво, розваги та відпочинок — 12,1 %.